# La Fosse-Corduan
La Fosse-Corduan è un comune francese di 221 abitanti situato nel dipartimento dell'Aube nella regione del Grand Est.

## Società

### Evoluzione demografica
Abitanti censiti